# Саприкін Георгій Анатолійович
Ге́́́оргій Анат́олійович Сапр́икін (нар. 24 лютого 1962, м. Чернігів) — український бібліотекознавець, педагог, кандидат педагогічних наук (1997), доцент (1999). Автор понад 40 публікацій у фахових наукових виданнях та засобах масової інформації, член редакційної ради наукового журналу «Бібліотекознавство. Документознавство. Інформологія», головний редактор часопису «Бібліосвіт», організатор наукових та науково-практичних конференцій. З 2001 р. — директор Державної бібліотеки України для юнацтва.

## Біографія
Гергій Анатолійович Саприкін народився24 лютого 1962 р. у м. Чернігові в родині викладачів. Після закінчення школи у 1979 р., працював настроювачем електровимірювальної апаратури на приладобудівному заводі у м. Чебоксарах (нині — Російська Федерація).

## Освіта та професійна діяльність
- 1980—1984 бібліотечний факультет Київського державного інституту культури
- 1984 працював на посаді методиста Централізованої бібліотечної системи м. Поліське Київської області.
- 1986 методист у науково-методичному відділі Державної республіканської бібліотеки УРСР ім. КПРС
- 1987—1998 кафедра бібліотекознавства Київського державного інституту культури, працював на посадах викладача, старшого викладача та доцента
- 1998—2001 директор бібліотечно-інформаційного центру Міжрегіональної академії управління персоналом (МАУП)
- з 2001-го директор Державної бібліотеки України для юнацтва

## Громадська діяльність
- 2004—2012 член президії ВГО Української бібліотечної асоціації
- з 2016 член ревізійної комісії ВГО Української бібліотечної асоціації

## Вибрана бібліографія
- Сапрыкин Г. А. Современный маркетинг и мониторинг как перспектива развития библиотечного дела на Украине / Г. А. Сапрыкин // Матеріали респуб. науково-практ. конф. в Києві. Перспективы развития библ. Дела на Украине. Ч. 1. 16 — 18 окт. — К., 1990. — С. 33 — 35.(ЦНБ АН УССР)
- Саприкін Г. Маркетинг бібліотечно-бібліографічних послуг і перспективи його використання // Матеріали до ХІХ та ХХ звітних наукових конференцій проф.-виклад. складу та аспірантів ін.-ту. Ч. 1 / Київ. держ. ін-т культури. — К., 1992. — С. 107—108.
- Саприкін Г. Маркетинговий підхід в управлінні діяльністю бібліотеки: автореф. дис. канд. пед. наук : 07.00.08 / Г. Саприкін ; Київ. держ. ун-т культури і мистецтв. — К., 1997. — 17 с.
- Саприкін Г. Маркетинговий підхід в управлінні діяльністю бібліотеки: дис. канд. пед. наук : 07.00.08 / Г. Саприкін ; Київ. держ. ун-т культури і мистецтв. — К., 1997. — 181 с.
- Бібліотечний менеджмент: тем. план і програма курсу / укл. : Монько Т. С., Саприкін Г. А., Чачко А. С. (заг. наук. ред.). — К., 1999. — 28 с.
- Сапрыкин Г. А. Некоторые аспекты информатизации общества / Г. А. Сапрыкин, Л. А. Бродская // Персонал. — 1999. — № 2. — С. 8 — 11.
- Сапрыкин Г. А. Тенденции развития библиотечно-информационного центра Межрегиональной Академии управления персоналом [Електронный ресурс] / Г. А. Сапрыкин // Библиотеки и ассоциации в меняющемся мире: новые технологии и новые формы сотрудничества: материалы 7-й Междунар. конф. «Крым 2000». — Е. текстові дані (1 файл : 40 Кб). — М., cop. ГПНТБ России, 1995—2011. — Режим доступу : http://www.gpntb.ru/win/inter-events/crimea2000/doc/tom1/222/Doc21.HTML [Архівовано 2 лютого 2017 у Wayback Machine.]. – Назва з екрану. — Мова: рос. — Перевірено : 30. 01. 2017.
- Саприкін Г. А. Планування, координація та організація як функції управління сучасної вузівської бібліотеки / Г. А. Саприкін // Бібліотечна наука, освіта, професія у демократичній Україні: зб. наук. пр. / Київ. нац. ун-т культури і мистецтв. — К., 2001. — Вип. 3. — С. 86 — 90.
- Саприкін Г. Погляд на проблему маркетингових досліджень у бібліотеках / Г. Саприкін // Імідж сучас. б-ки: зб. ст. / М-во культури і мистецтв України ; Нац. парлам. б-ка України. — 2001. — С.6 — 14.
- Саприкін Г. А. Бібліотечно-інформаційне законодавство України: стан та проблемні питання / Г. А. Саприкін, А. В. Харченко // Бібліотечна наука, освіта, професія у демократичній Україні: зб. наук. праць / Київ. нац. ун-т культури і мистецтв ; [ред. кол. : М. М. Поплавський, О. І. Скнар, А. С. Чачко, Н. М. Кушнаренко, Л. Я. Філіпова, Г. А. Саприкін]. — К., 2002. — Вип. 4. — С. 78 — 87.
- Саприкін Г. Бібліотеки для юнацтва: реалії та перспективи розвитку / Г. Саприкін // Бібл. планета. — 2002. — № 4. — С. 10 — 12.
- Саприкін Г. А. Актуальні проблеми аналітико-синтетичної обробки інформації (даних) / Г. А. Саприкін // Бібліотечна наука, освіта, професія у демократичній Україні: зб. наук. праць / Київ. нац. ун-т культури і мистецтв ; [ред. кол. : М. М. Поплавський, О. І. Скнар, Н. М. Кушнаренко, О. М. Олексюк, Л. Я. Філіпова, А. С. Чачко]. — К., 2003. — Вип. 5. — С. 93 — 96.
- Саприкін Г. Динаміка новітніх змін у бібліотекознавстві / Г. Саприкін // Вісн. книж. палати. — 2003. — № 12. — С. 14.
- Саприкін Г. Нові технології, нові проблеми / Г. Саприкін // Вісн. книж. палати. — 2003. — № 11. — С. 50.
- Саприкін Г. Реалії та перспективи розвитку бібліотек для юнацтва / Г. Саприкін // Бібліосвіт: інформ. вісн. — 2003. — № 6. — С. 10.

Саприкін А. Г. Засоби масової інформації / А. Г. Саприкін, Г. А. Саприкін // Політологічний енциклопедичний словник / упоряд. В. П. Горбатенко ; за ред. : Ю. С. Шемшученка, В. Д. Бабкіна, В. П. Горбатенка. — 2-е вид., доп. і перероб. — К. : Ґенеза, 2004. — C. 217—218.
- Саприкін А. Г. Паблік рілейшнз / А. Г. Саприкін, В. Р. Плякін, Г. А. Саприкін // Політологічний енциклопедичний словник / упоряд. В. П. Горбатенко ; за ред. : Ю. С. Шемшученка, В. Д. Бабкіна, В. П. Горбатенка. — 2-е вид., доп. і перероб. — К. : Ґенеза, 2004. — с. 456.
- Саприкін Г. Бібліотеки в нових інформаційних умовах / Г. Саприкін // Бібл. форум України. — 2004. — № 1. — С. 55.
- Саприкін Г. Творча молодь — майбутнє держави / Г. Саприкін // Бібліосвіт: інформ. вісн. — 2004. — Вип. 3(11). — С. 3.
- Сапрыкин Г. А. Новые формы учета и обслуживания пользователей в Государственной библиотеке Украины для юношества [Електронний ресурс] / Г. А. Сапрыкин // Библиотеки и информационные ресурсы в современном мире науки, культуры, образования и бизнеса: XI Междунар. конф. «Крым-2004» — Ел. текстові дані (1 файл : 144 Кб). — М., cop. ГПНТБ России, 1995—2011. — Режим доступу : http://www.gpntb.ru/win/inter-events/crimea2004/290.pdf [Архівовано 2 лютого 2017 у Wayback Machine.]. – Назва з екрану. — Мова: рос. — Перевірено : 30. 01. 2017.
- Сапрыкин Г. Стандартизация качественных показателей обслуживания в библиотеке / Г. Сапрыкин // Бібл. форум України. — 2004. — № 4. — С. 14 — 17.
- Саприкін Г. Бібліотеки для юнацтва / Г. Саприкін // Бібл. орбіта інформ. сусп-ва / уклад. Н. Панчук ; Закарпат. обл. універсальна наук. б-ка. — 2005. — № 4. — С. 253—256.
- Сапрыкин Г. Актуальные проблемы обновления и стандартизации библиотечно-библиографического обслуживания в условиях евроинтеграции / Г. Сапрыкин // Бібл. форум України. — 2005. — № 3. — С. 10.
- Сапрыкин Г. Какое общество мы строим и какое место отведено в нем библиотекам? / Г. Сапрыкин // Бібл. форум України. — 2005. — № 4. — С. 55 — 57
- Сапрыкин Г. Показатели эфективности работы библиотеки / Г. Сапрыкин // Бібл. форум України. — 2005. — № 2. — С. 8.
- Саприкін Г. Нескінченна молодість Державної бібліотеки для юнацтва / Г. Саприкін // Бібліотеки України загальнодержавного значення: історія і сучасність: зб. статей. / ред. кол. : О. С. Онищенко та ін. — К., 2007. — С. 173—190.
- Саприкін Г. Бібліотеки для юнацтва / Г. Саприкін // Енциклопедія освіти // гол. ред. В. Г. Кремень ; Акад. пед. наук України. — К. : Юрінком Інтер, 2008. — С. 57 — 58.
- Саприкін Г. Аналіз змісту і наслідків соціологічних досліджень у бібліотеках для юнацтва / Г. Саприкін, Т. Сопова // Бібліосвіт. — 2009. — Вип. 4 (32). — С. 10.
- Саприкін Г. Наша бібліотека. Виховання толерантності у молодіжному середовищі / Г. Саприкін // Педагогіка толерантності. — 2009. — № 3. — С. 22 — 51.
- Саприкін Г. Китай: погляд бібліотекаря / Г. Саприкін // Бібл. планета. — 2010. — № 4. — С. 20 — 21.
- Сапрыкин Г. [О М. С. Слободянике] / Георгий Сапрыкин // Бібліотека, Документ, Комунікації: вибрані праці / М. С. Слободяник ; уклад. О. Кириленко ; за наук. ред. проф. В. Г. Чернеця. — К. : Ліра-К, 2010. — С. 294—295.
- Саприкін Г. Китай: бібліотеки, культура, мандри / Г. Саприкін // Бібліосвіт: інформ. вісн. — 2011. — № 3 (39). — С. 14 — 21.
- Сапрыкин Г. Китай: взгляд библиотекаря / Г. Сапрыкин // Бібл. форум України. — 2011. — № 2. — С. 37.